# Łagiewniki (powiat krotoszyński)
Łagiewniki – wieś w Polsce położona w województwie wielkopolskim, w powiecie krotoszyńskim, w gminie Kobylin.
W okresie Wielkiego Księstwa Poznańskiego (1815–1848) miejscowość należała do wsi większych w ówczesnym pruskim powiecie Krotoszyn w rejencji poznańskiej. Łagiewniki należały do okręgu kobylińskiego tego powiatu i stanowiły odrębny majątek, którego właścicielem był wówczas Franciszek Przyłuski. Według spisu urzędowego z 1837 roku wieś liczyła 346 mieszkańców, którzy zamieszkiwali 35 dymów (domostw).
W latach 1975–1998 miejscowość należała administracyjnie do województwa leszczyńskiego.
Wieś w 2008 roku zamieszkiwało 850 ludzi.

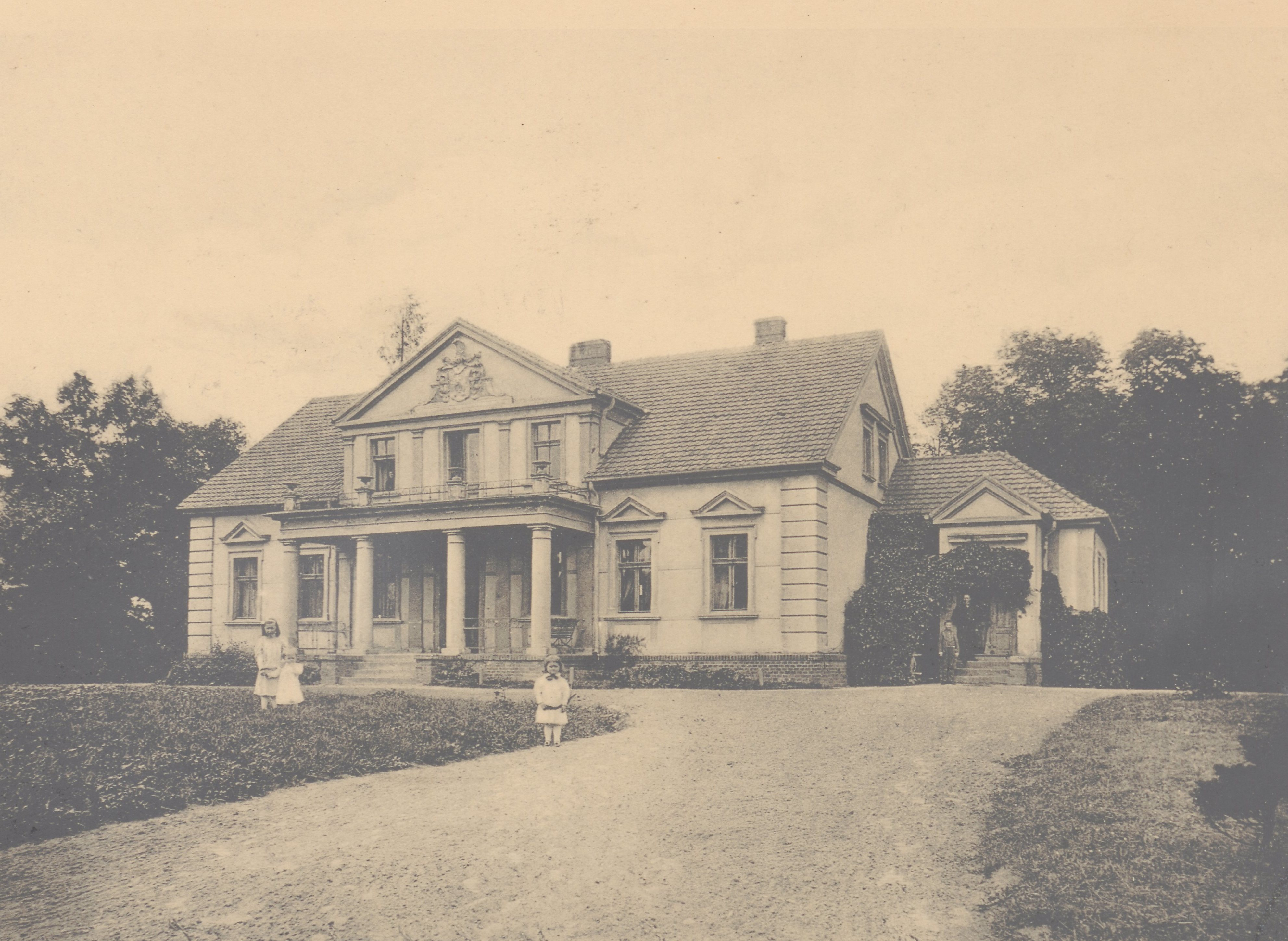
Widok dworu przed 1912